# Rudolf Kojan
Rudolf Kojan (16. marts 1917 på Løkken Værk – 1. februar 2001) var en norsk skihopper som repræsenterede Løkken IF. Han blev nummer 11 i VM i Lahti i 1938, og vandt også en bronzemedalje under NM i Mo i Rana samme år.